# قومية يابانية

علم اليابان (1870–1999).

القومية اليابانية (باليابانية: 国粋主義) هي القومية التي تؤكد على أن اليابانيين أمة موحدة ذات ثقافة واحدة ثابتة، وتعزز وحدة اليابانيين الثقافية. تتضمن القومية اليابانية طائفة واسعة من الأفكار والعواطف التي عايشها الشعب الياباني على مدى القرنين الماضيين فيما يتعلق ببلده الأصلي وطبيعته الثقافية وشكله السياسي ومصيره التاريخي. من المفيد التمييز بين القومية الثقافية اليابانية والقومية السياسية أو القومية التي تديرها الدولة (كسيطرة الدولة في فترة شووا)، لأن العديد من أشكال القومية الثقافية، كتلك المرتبطة بالدراسات الفلكلورية (مثل كوينو يانيتا)، كانت معادية للقومية التي تعززها الدولة.
في أثناء فترة مييجي في اليابان، تألفت الأيديولوجية القومية من مزيج من الفلسفات السياسية الأصلية والمستوردة، والتي طورتها حكومة مييجي في بادئ الأمر لتعزيز الوحدة الوطنية والفخر القومي، في شؤون الدفاع ضد استعمار القوى الغربية، ولاحقًا في الصراع الرامي لتحقيق المساواة مع القوى العظمى. تطورت هذه المنطقة خلال فترتي تايشو وشووا لتبرير الحكومة الشمولية المتزايدة والتوسعية في الخارج، ووفرت أساسًا سياسيًا وأيديولوجيًا لأعمال الجيش الياباني في الأعوام السابقة للحرب العالمية الثانية.

## بدايات فترة مييجي 1868- 1912
خلال الأيام الأخيرة من شوغونية توكوغاوا، أدى التهديد الناجم عن الاعتداء الخارجي الملحوظ، ولا سيما بعد وصول القائد ماثيو كالبرايث بيري وتوقيع معاهدة كاناغاوا، إلى زيادة أهمية تطور الأيديولوجيات القومية. روج بعض رواد الداي-ميو لمفهوم فوكو (العودة إلى الماضي)، في حين روج آخرون لمفهوم أوسي (السلطة العليا للإمبراطور). لم يكن المصطلحان متنافيين، إذ اتحدا في مفهوم سونو جوي (تقديس الإمبراطور، وطرد البرابرة)، والذي كان بدوره قوة دافعة رئيسية في بدء فترة استعراش مييجي.
حدد دستور مييجي لعام 1889 الولاء للدولة بوصفه أسمى واجب يقوم به المواطن. في حين تضمن الدستور مزيجًا من الممارسات الغربية السياسية والأفكار السياسية اليابانية التقليدية، وركزت الفلسفة الحكومية بصورة متزايدة على تعزيز الوئام الاجتماعي وروح التميز التي يتسم بها الشعب الياباني (نظام الحكم الوطني).

### أسس النمو الاقتصادي
شعرت حكومة مييجي المبكرة بالقلق الشديد إزاء التفاوت الهائل في القوة الاقتصادية والعسكرية بين اليابان والقوى الاستعمارية الغربية. يرمز شعار فوكوكو كيوهي (إثراء البلاد وتعزيز المؤسسة العسكرية) إلى السياسات القومية إبان فترة مييجي لتوفير الدعم الحكومي لتعزيز الصناعات الإستراتيجية. لم يتسنَّ لليابان أن تتحمل تكاليف بناء جيش قوي وحديث على طول الخطوط الغربية إلا من خلال امتلاك قاعدة اقتصادية قوية، ولم يتسن لها أن تفرض تعديلًا على المعاهدات غير المتكافئة، كمعاهدة كاناغاوا، إلا في حال امتلاكها اقتصادًا وجيشًا قويين. أرست السياسات الحكومية الأساس لإمبراطوريات أحدث صناعيًا تعرف باسم زايباتسو.